# Конюш
Конюш (словац. Koňuš) — село, громада в окрузі Собранці, Кошицький край, східна Словаччина. Кадастрова площа громади — 23,23 км². Населення — 344 особи (за оцінкою на 31 грудня 2017 р).
Село знаходиться за ~8 км на північний схід від адмінцентра округу міста Собранці і за ~6 км на захід від кордону з Україною. Кадастр громади на сході містить ділянку довжиною близько 2 км міждержавного кордону Словаччина — Україна.

## Географія
Село розташоване на висоті 272 м над рівнем моря.
Водойма — Koñušsky potok і Брезницький потік.
Найвища точка — гора Вєтрова скала (1025 м, 48°46′47″ пн. ш. 22°21′52″ сх. д.) — на міждержавному кордоні Словаччина — Україна (кадастрова трифінія із громадою Бенятіна).

## Історія
Перше згадка 1414 року як Konys. Історичні назви: Konyus (1417), Kwynus (1418), Kwnys (1424), Kenyews (1445), Konyws (1520), Koňussice (1808), Koňuš (1920); угор. Konyus, Unglovasd.
1427-го не обкладалося податком. 1715 року в селі нараховувалося 10 господарств, 1828-го — 39 будинків з 400 мешканцями. 1888 року прокладена кам'яна дорога до Хоньковець, 1890-го — по самому Конюшу. В 1900—1905 роках багато мешканців емігрувало до Північної Америки. Протягом 1939—1944 рр входило до складу Угорщини.

## Пам'ятки
У селі є греко-католицька церква зіслання Святого Духа з 1969 року, та православна церква святих жінок-мироносиць з 2003 року.

## Населення
| Рік:            | 1994. | 2004.   | 2014.   | 2024.   |
| --------------- | ----- | ------- | ------- | ------- |
| Кількість осіб: | 391   | 360     | 348     | 325     |
| Різниця:        |       | -7,92 % | -3,33 % | -6,60 % |

| Рік:            | 2023. | 2024.   |
| --------------- | ----- | ------- |
| Кількість осіб: | 327   | 325     |
| Різниця:        |       | -0,61 % |

У селі проживають 344 особи.

## Інфраструктура
В селі є бібліотека, спортивний зал та футбольне поле.

### Транспорт
Автошлях (Cesty III. triedy) 3811 Хоньковце (II/566) — Конюш.